# Tramwaj gazowy
Tramwaj gazowy – pojazd szynowy komunikacji miejskiej, wynaleziony i eksploatowany pod koniec XIX i na początku XX wieku.
Tramwaj gazowy miał za zadanie zastąpić tramwaj konny w miastach niedysponujących elektrycznością. Napęd stanowił silnik zasilany gazem ziemnym lub świetlnym. Tramwaje tego typu charakteryzowały się wysoką zawodnością oraz niską mocą silników, uniemożliwiającą sprawną komunikację w przypadku wzniesień terenu.
Tramwaje gazowe eksploatowane były m.in. w Wielkiej Brytanii (Neath, Lytham St Anne’s - tu tramwaje gazowe działały najdłużej na świecie - do 1920), Niemczech (Dessau), a także na terenie obecnej Polski (Jelenia Góra).